# Петер Баллауфф
Петер Баллауфф (нім. Peter Ballauff; нар. 29 вересня 1963) — колишній німецький тенісист.
Найвищу одиночну позицію світового рейтингу — 179 місце досяг 15 січня 1990, парну — 115 місце — 18 грудня 1989 року.
Здобув 1 парний титул.

## Фінали Гран-прі за кар'єру

### Парний розряд: 1 (1–0)
| Результат | В-П | Дата     | Турнір          | Покриття | Партнер     | Суперники                      | Рахунок       |
| --------- | --- | -------- | --------------- | -------- | ----------- | ------------------------------ | ------------- |
| Перемога  | 1–0 | Жов 1989 | Палермо, Італія | Ґрунт    | Рюдіґер Гас | Горан Іванишевич Дієго Наргісо | 6–2, 6–7, 6–4 |

## Титули на челленджерах

### Парний розряд: (2)
| Результат | Ранг | Рік  | Турнір                  | Покриття | Партнер        | Суперники                        | Рахунок       |
| --------- | ---- | ---- | ----------------------- | -------- | -------------- | -------------------------------- | ------------- |
| Перемога  | 1.   | 1989 | Женева, Швейцарія       | Ґрунт    | Уго Пігато     | Арно Боеч Ктіслав Доседель       | 6–4, 6–3      |
| Перемога  | 2.   | 1990 | Фюрт, Західна Німеччина | Ґрунт    | Ріккі Остертун | Маркос Горріс Андрій Ольховський | 7–6, 4–6, 6–3 |